# Trojeglava
Trojeglava je naselje u Republici Hrvatskoj, u sastavu općine Dežanovac, Bjelovarsko-bilogorska županija.
Usmena predaja govori da je selo Trojeglava nastalo još za vrijeme boravka Osmanlija na ovim prostorima. Navodno su Osmanlije ubili tri seljaka, dekapitirali ih, glave im nabili na kolce i te kolce postavili na jedno brdo na kojem su oni imali svoj tabor, a danas je to groblje. To brdo se od onda nazivalo Trojeglava. Taj naziv se održao sve do danas i selo se s vremenom proširivalo.
Danas se stanovništvo Trojeglave uglavnom bavi ratarstvom i stočarstvom. Selo ima osnovnu školu (koja djeluje kao područna škola OŠ Dežanovac), a je pohađaju učenici od prvog do četvrtog razreda. Danas djeca Trojeglave osnovnu školu dovršavaju u Dežanovcu, a srednje škole u Daruvaru, Garešnici ili Pakracu. U Trojeglavi nema gotovo nikakvih kulturnih događanja niti ikakve sportske organizacije.
U Trojeglavi postoje čak četiri ulice (Ulica Stjepana Radića, Ulica Hrvatskih velikana, Ulica Matije Gupca i Masarykova ulica) što je stavlja u vodeći položaj spram ostalih naselja u dežanovačkom području. Interesantno je to da je Trojeglava sredselo što znači da ima raskršće koje je centar naselja i u njemu su stacionirane gotovo sve građevine koje su nekada, za vrijeme Jugoslavije imale svoju funkciju, a to su: Veterinarska postaja, zgrada vatrogasaca, Hrvatski dom i u sklopu njega osnovna škola, trgovine, te autobusna stanica. Susjedna sela selu Trojeglava su: Donji Sređani, Goveđe Polje, Kaštel Dežanovački i Drlež.

## Stanovništvo
- 2001. – 304
- 1991. – 412 (Srbi – 152, Hrvati – 62, Jugoslaveni – 20, ostali – 178)
- 1981. – 456 (Srbi – 138, Jugoslaveni – 80, Hrvati – 50, ostali – 188)
- 1971. – 563 (Srbi – 164, Hrvati – 87, Jugoslaveni – 44, ostali – 268)

Prema popisu stanovništva iz 2001. godine, naselje je imalo 304 stanovnika te 103 obiteljskih kućanstava.
| broj stanovnika | 342   | 534   | 585   | 656   | 745   | 820   | 842   | 882   | 805   | 809   | 713   | 563   | 456   | 412   | 304   | 254   | 220   |
|                 | 1857. | 1869. | 1880. | 1890. | 1900. | 1910. | 1921. | 1931. | 1948. | 1953. | 1961. | 1971. | 1981. | 1991. | 2001. | 2011. | 2021. |